# Religionswissenschaft

Beispiele religiös konnotierter Symbole, von links nach rechts
Zeile 1
Christentum, Judentum, Hinduismus
Zeile 2
Islam, Buddhismus, Shintō
Zeile 3
Sikhismus, Bahaitum, Jainismus

Die Religionswissenschaft ist eine Geisteswissenschaft oder auch Kulturwissenschaft, die Religion empirisch, historisch und systematisch erforscht. Dabei befasst sie sich mit allen konkreten Religionen, religiösen Gemeinschaften, Weltanschauungen und Ideologien sowie religiös konnotierten Narrativen der Vergangenheit und Gegenwart.
Ihrer traditionellen, kulturwissenschaftlichen Perspektive wird der Religionswissenschaft zunehmend ein neues, naturalistisches Paradigma entgegengestellt. Unter dem Einfluss der Kognitionswissenschaften und Weltanschauungen wie dem Evolutionären Humanismus wurden Religionstheorien weiterentwickelt, die auf der Annahme basieren, dass sich Religionen aus evolutionären und biologischen Merkmalen des Menschen entwickelten.
Zu ihren Subdisziplinen zählen beispielsweise der Religionsvergleich bzw. -komparatistik, die Religionsgeschichte, Religionsphänomenologie, Religionssoziologie, Religionspsychologie, Religionsethnologie, Religionsökonomie, Religionsgeographie u. a. Zur universitären Theologie bestehen Berührungspunkte in allen theologischen Bereichen: kirchengeschichtlichen, exegetischen, systematischen und praktischen. Untersuchungsgegenstand der Religionswissenschaft sind darüber hinaus die Binnensystematiken verschiedener Religionen. Neue Ansätze sind beispielsweise die sogenannte „Angewandte“ (Wolfgang Gantke) beziehungsweise „Praktische Religionswissenschaft“ (Udo Tworuschka).
Was genau „Religion“ ist oder etwas als „religiös“ bestimmt, konnte bisher nur vorläufig bestimmt werden (siehe Religionsdefinition). Die Religionswissenschaft arbeitet in der Regel mit auf ihre jeweiligen Fragestellungen zugeschnittenen Arbeitsdefinitionen (Heuristik).
Im deutschsprachigen Raum wird das Fach oftmals durch Attribute wie „allgemein“ oder „vergleichend“ näher bestimmt und häufig mit der Disziplin der Religionsgeschichte assoziiert. Zum Beispiel nannte sich der Dachverband der Religionswissenschaftler in Deutschland 50 Jahre lang „Deutsche Vereinigung für Religionsgeschichte“ und wurde 2005 in Deutsche Vereinigung für Religionswissenschaft (DVRW) umbenannt.

## Religionswissenschaftliche Untersuchungsebenen
Eine Untersuchung von Glaubensinhalten auf der Sachebene, beispielsweise die Suche nach transzendenter Wahrheit, nimmt die Religionswissenschaft nicht vor. Sie ordnet, klassifiziert, vergleicht und analysiert die Erscheinungsformen und Elemente verschiedener Religionen oder religiöser Narrative. Die religionsgeschichtliche Arbeit sowie qualitative und quantitative Methoden (z. B. durch Feldforschung) sind hierfür wesentliche Grundlagen. Anschließende Vergleiche und Analysen werden z. B. mit interdisziplinären Methoden durchgeführt; dazu gehören kulturtheoretische, religionssoziologische, religionspsychologische Zugänge zum Material.
Dagegen sind Religionsphilosophie und Religionstheologie ausdrücklich nicht Teil der Religionswissenschaft, da sie normative Elemente enthalten. Eine große Rolle spielen die Philologien von Sprachen, in denen religiöse Schriften abgefasst sind oder in denen religiöses Leben stattfindet; beispielsweise Gräzistik, Latinistik, Semitistik, Arabistik, Sinologie, Keilschriftforschung, Indologie. Außerdem sind Fächer von Bedeutung, die sich auf eine einzelne Religion oder einen bestimmten Kulturkreis spezialisieren (oft identisch mit den entsprechenden Philologien): Keltologie, Judaistik, Buddhismuskunde, Islamwissenschaft, Afrikanistik, Orientalistik, Tibetologie.
Weitere Fächer, die mit der Religionswissenschaft im interdisziplinären Austausch stehen, sind Geschichte, Archäologie, Volkskunde, Ethnologie/Völkerkunde, Anthropologie und andere Kulturwissenschaften. Vor dem Hintergrund von religiösen Konflikten bestehen auch Beziehungen zur Politikwissenschaft und Fragestellungen der Friedens- und Konfliktforschung. Seit den 1990ern spielen auch Disziplinen der Neurowissenschaften eine Rolle.
Religiöse Binnensystematiken sind grundsätzlich Teil des Gegenstandes, nicht der Methode der Religionswissenschaft. Im Rahmen von innerhalb des Faches umstrittenen Ansätzen wie Praktischer bzw. Angewandter oder Interkultureller Religionswissenschaft spielen religiöse Akteure auch als Dialogpartner eine Rolle. Gleichzeitig bedienen sich die christlichen Theologien – wie auch viele andere Disziplinen – religionswissenschaftlicher Methoden, soweit es die Erforschung ihrer historischen Grundlagen betrifft. Soweit Religionswissenschaft an theologischen Fakultäten angesiedelt ist, wird sie oft im Sinne von Missionswissenschaft, (vergleichende) Religionsgeschichte oder im Dienste einer Universaltheologie als Hilfsdisziplin betrachtet.
Ein Forschungsschwerpunkt an der Universität Heidelberg ist "Materiale Religion". Das theoretische Konzept der "Materialen Religion" fragt danach, wie Religion sich materialisiert. Diese Perspektive nimmt viel mehr in den Blick als lediglich religiöse Objekte wie Bilder, Statuen, religiöse Gebrauchsgegenstände, Kultanlagen und Gebäude oder Amulette und Talismane. Dem Ansatz der Materialen Religion geht es in einem sehr viel umfassenderen Sinn darum, zu erforschen, wie Religion sich auf materialer Ebene ereignet: Im Mittelpunkt der Aufmerksamkeit stehen die Wechselwirkungen zwischen religiösen Objekten und Umweltsettings auf der einen und den Akteuren auf der anderen Seite. Untersucht wird die Verkörperung von Religion in Handlungen und Ritualen sowie das Ereignis von Religion als Folge spezifischer ästhetischer, sozialer, habitueller und kognitiver Arrangements.

## Disziplingeschichte
Die Religionsforschung im religionswissenschaftlichen Sinne entstand während der neuzeitlichen Aufklärung, insbesondere in England, den Niederlanden, Deutschland und Skandinavien. Der Begriff wurde von Friedrich Max Müller durch sein Werk Introduction to the science of Religion (1873), deutsche Ausgabe: Einleitung in die vergleichende Religionswissenschaft (1874), eingeführt. Erst ab dem Anfang des 20. Jahrhunderts etablierte sie sich als eigenständiges Fach an den Universitäten; in Deutschland erstmals 1912 mit der Gründung des Religionswissenschaftlichen Instituts Leipzig. Zunächst wurde sie an theologischen Fakultäten gelehrt und betrieben. Dies ging auf die Rektoratsrede Adolfs von Harnack von 1901 zurück. Erster Lehrstuhlinhaber war der spätere Erzbischof von Schweden und Friedensnobelpreisträger Nathan Söderblom.
Die Krise des Historismus nach dem Ersten Weltkrieg resultierte in einer Aufwertung der Religionsgeschichte als Zugang zu „universalen“ Grundeigenschaften des Menschen. Diese wurden durch Ansätze der Religionsphänomenologie gesucht (siehe bspw. Rudolph Otto, Mircea Eliade), die heute jedoch innerhalb der religionswissenschaftlichen Diskussion als dekonstruiert gelten. Aus der Problematisierung des klassischen Religionsvergleichs und dem damit einhergehenden Universalismus der Religionsdefinition ist die bis heute andauernde Aushandlung der religionswissenschaftlichen Theorie und Methodik erwachsen. In den meisten Universitäten wird sie daher als von den Theologien unabhängige Wissenschaft gelehrt, was einen Einzug in die philosophischen und kulturwissenschaftlichen Fakultäten zur Folge hatte.

## Methode der Religionswissenschaft
Im Allgemeinen lassen sich innerhalb der bestehenden Religionswissenschaft mehrere Traditionslinien ausmachen. Nach Hamid Reza Yousefi lassen sie sich in zwei Linien unterteilen, die grundsätzlich verschiedene Antworten auf die Frage geben, was Religionswissenschaft ist bzw. nicht ist, eine phänomenologische und eine philologische Richtung. Während Religionsphänomenologen die Kategorie des Heiligen nicht preisgeben und faktisch eine Religionswissenschaft des Verstehens betreiben, distanzieren sich philologisch ausgerichtete Religionswissenschaftler von dieser methodischen Tätigkeitsform und halten an der Religionswissenschaft als einer „reinen“ Wissenschaft fest. Um diese Linien miteinander zu versöhnen, entwickelt Yousefi das Konzept einer interkulturellen Religionswissenschaft. Ihm geht es „um den gesellschaftlichen Auftrag der Religionswissenschaft“ und die Beantwortung der Frage, „wozu überhaupt Religionswissenschaft“. Er schlägt eine pluralistische Methodenkombination vor, in der hermeneutische und empirische Ausrichtungen ineinander greifen und aufeinander aufbauen.
Auch ein diskurstheoretischer bzw. genealogischer Zugang nach Michael Bergunder ist möglich. Aufbauend auf Diskussionen der Semiotik und des Poststrukturalismus (siehe Michel Foucault, Ernesto Laclau) wird beim Begriff „Religion“ Eurozentrismus angenommen und dieser Begriff im Zusammenhang einer globalen Verflechtungsgeschichte (Orientalismus, Postkolonialismus) untersucht.

## Studium der Religionswissenschaft

### Deutschland
In den letzten Jahren entstanden mehrere Zentren für interdisziplinäre Religionsforschung in Deutschland. Derzeit kann Religionswissenschaft als eigenständige Disziplin u. a. an den Universitäten Bayreuth, Berlin (Freie Universität), Bochum, Bremen, Erfurt, Frankfurt, Göttingen, Hamburg, Hannover, Heidelberg, Jena, Leipzig, Marburg, Münster, München, Potsdam und Tübingen studiert werden. Hierbei gibt es folgende Abschlüsse des Faches:
- B.A. „Religionswissenschaft“ oder verschiedene Studiengänge mit religionswissenschaftlichen Schwerpunkten, etwa B.A. „Vergleichende Kultur- und Religionswissenschaft[11] “ oder „Kulturwissenschaft mit Schwerpunkt Religion[12] “
- M.A. „Religionswissenschaft“ (setzt i. d. R. einen B.A.-Abschluss voraus)
- Magister Artium (auslaufend)
- Diplom (nur in Bremen, auslaufend)
- Dr. phil. (setzt einen Magister- oder M.A.-Abschluss oder ein Diplom voraus)

In der deutschen Hochschulpolitik ist die Religionswissenschaft als Kleines Fach eingestuft.

### Österreich
In Österreich kann Religionswissenschaft in Wien, Graz, Salzburg und Linz studiert werden.
In Graz ist es seit dem Wintersemester 2006/07 möglich, ein Masterstudium (Master of Arts) der Religionswissenschaft zu absolvieren, in Salzburg seit dem Wintersemester 2016/17. In Wien bietet dies die Katholisch-Theologische Fakultät der Universität in Zusammenarbeit mit der Evangelisch-Theologischen Fakultät und anderen Fakultäten seit dem Wintersemester 2008/09 an. Das seit Wintersemester 2015/16 existierende Masterstudium Religion in Kultur und Gesellschaft an der Katholischen Privatuniversität Linz beschäftigt sich auch schwerpunktmäßig mit religionswissenschaftlichen Inhalten.

### Schweiz
Zurzeit wird die Religionswissenschaft an den Schweizer Universitäten deutlich ausgebaut. Religionswissenschaft mit deutschem oder französischsprachigem Bachelor- oder Masterabschluss kann studiert werden in Basel (dt.), Bern (dt.), Freiburg (dt./frz.), Genf (französisch), Lausanne (französisch), Luzern (dt.) und Zürich (dt.).